# Machimus tibialis
Machimus tibialis är en tvåvingeart som beskrevs av Ricardo 1919. Machimus tibialis ingår i släktet Machimus och familjen rovflugor. Inga underarter finns listade i Catalogue of Life.